# Bethany Curve
I Bethany Curve sono un gruppo musicale statunitense originario di Santa Cruz (California) e formatosi nel 1994.

## Formazione

### Formazione attuale
- Richard Millang - voce, chitarra
- Nathan Guevara - chitarra
- David Mac Wha - batteria

### Ex componenti
- Ray Lake - voce, chitarra
- Chris Preston - basso
- Daved Lockhart - basso, violoncello

## Discografia

### Album
- 1995 - Mee-Eaux
- 1996 - Skies a Crossed Sky
- 1998 - Gold
- 2001 - You Brought Us Here
- 2019 - Murder!

### EP
- 2004 - Flaxen